# طرامة
طرامة قرية فلسطينية تتبع دورا في محافظة الخليل ، ويحدها من الشرق حدب الفوار ودير رازح ومن الشمال دورا ومن الجنوب وادي الشاجنة ، وهي ترتفع 858 عن سطح البحر ، وبلغ عدد سكانها 631 نسمة عام 2007 